# Museum Tusculanum Press
Museum Tusculanum Press (danois: Museum Tusculanums Forlag) est un organe de presse indépendant historiquement associé à l'université de Copenhague, qui publie dans le domaine des humanités, des sciences sociales et de la théologie. Il est fondé en 1975 en tant qu'institution à but non lucratif et publie environ 45 titres par an. Une grande partie des ouvrages publiés sont écrits par des chercheurs affiliés à l'université de Copenhague.